# Castagneto (Cava de' Tirreni)
Castagneto is een plaats (frazione) in de Italiaanse gemeente Cava de' Tirreni.